# Roser Amills i Bibiloni

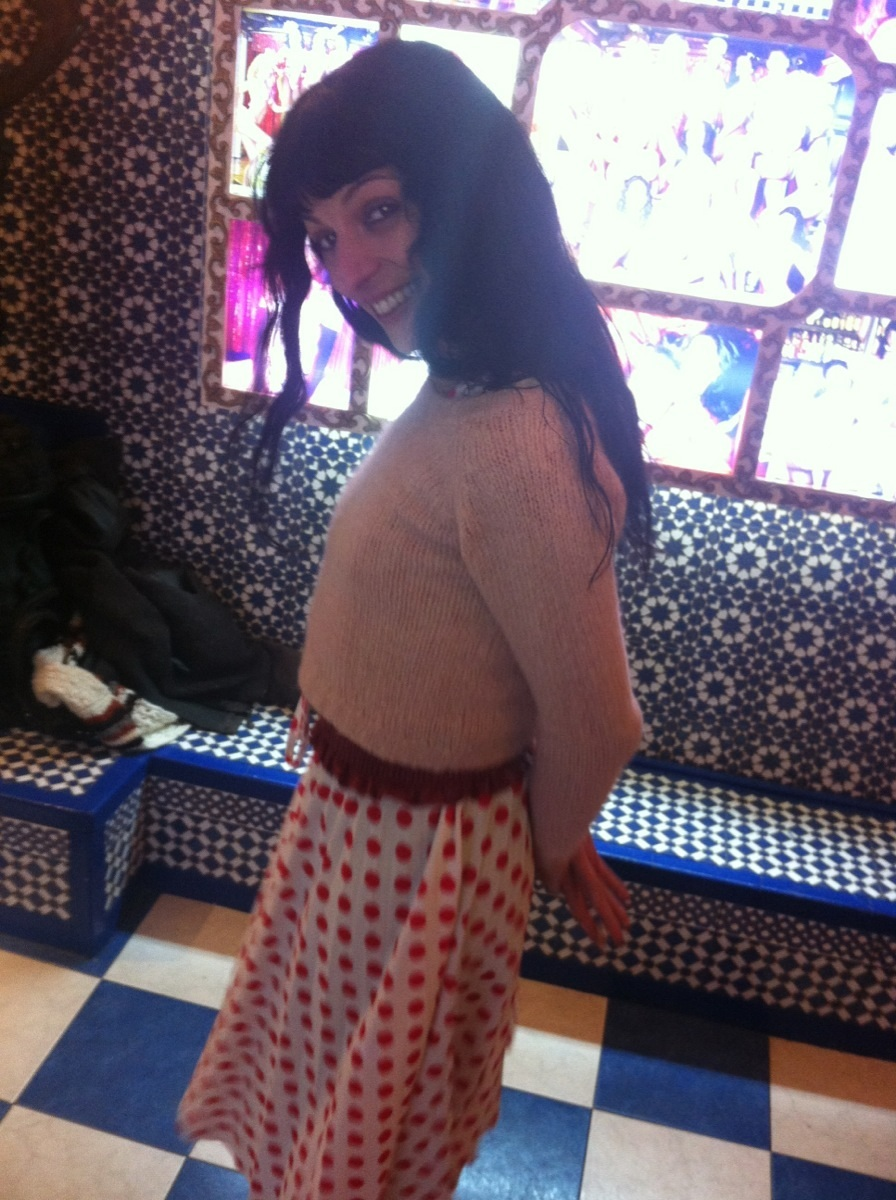
Roser Amills

Roser Amills (Algaida, Mallorca, 17 de desembre de 1974) és una escriptora i periodista mallorquina, amb obra en català, portuguès i castellà i una vintena de llibres publicats.

## Biografia
Filla de mare mallorquina d'origen criptojueu, d'Algaida, i pare de família minera de Bagà, Berguedà, la més gran de quatre germans, va néixer i es va criar a Algaida, on va estudiar al col·legi Pare Bartolomé Pou i a l'Institut Pere de Son Gall, de Llucmajor. Amb 17 anys es va traslladar a viure a Barcelona, on resideix actualment. Va iniciar filologia hispànica a la UAB per continuar filologia romànica a la Universitat de Barcelona.

## Llibres publicats
- Asja (2017)
- La bachillera (2016)
- El ecuador de Ulises (2015)
- Fes bondat (2014)[3]
- M'agrada el sexe (2013)[4]
- Les 1.001 fantasies més eròtiques i salvatges de la historia (2012),[5] amb introduccions d'Antoni Bolinches, Susanna Griso i Eudald Carbonell. Premi La Llança de Sant Jordi 2012 d'Òmnium Cultural[6][7]
- 333 vitamines per a l'ànima (2012) (amb Víctor Amela)
- Las 1.001 fantasías más eróticas y salvajes de la historia (2012)[8][9]
- Paraules d'amor, confessions apassionades (2011) (amb Víctor Amela), premi La Llança de Sant Jordi d'Òmnium Cultural[10]
- Morbo (1a edició 2010, 2a edició 2012)[11]
- Nos casamos (2004) (amb Bettina Dubcovsky)[12]
- Vivir con serenidad (2004)
- Lais per amants distingits (2004) amb pròleg d'Andrés Rábago[13]
- Mejan (1998)
- Uno solo, por favor (1998)

### Traduccions de la seva obra
- Самые пикантные истории и фантазии знаменитостей. Часть 2 (2014) (en rus)[14]
- Самые пикантные истории и фантазии знаменитостей. Часть 1 (2014) (en rus)[15]
- As 1001 Fantasias Mais Eróticas e Selvagens da História (2013)[16] és la traducció al portugués de Les 1001 fantasies més eròtiques i salvatges de la història (2012)
- El poeta i traductor Ed Smallfield[17] ha publicat poemes de Morbo traduïts a l'anglès a la revista Barcelona Ink (2013)
- El poeta i traductor Klaus Ebner ha traduït poemes de Morbo a l'alemany, publicats a la revista Driesch (2012), de les escriptores Marta Pérez i Sierra i Roser Amills.[18]

## Premis
L'any 1996 va escriure el primer llibre, Uno solo, por favor, poemari que va rebre el Primer Premi de la Universitat Menéndez Pelayo de Madrid l'any 1997. Primer Premi de Poesia de la Universidad Politécnica de Madrid i primer Premi dels Jocs Florals de la Universitat de Barcelona 1997. Ha estat distingida amb La Llança de Sant Jordi d'Òmnium Cultural 2011 i la Llança de Sant Jordi d'Òmnium Cultural 2012. El 2014 va guanyar el premi Micrófono de informadores APEI - PRTVI 2014 en la categoria d'Internet.

## Periodisme
Des de setembre de 2017 col·labora en el programa Tarda Oberta de TV3. L'any 1993 va començar a treballar de lectora editorial per a les editorials Grijalbo Mondadori -amb Cristina Armiñana- i Seix Barral per a Luis Lagos i Pere Gimferrer, i va treballar de correctora ortotipogràfica al Grupo Zeta. Com a periodista, ha treballat al Grupo Zeta (Woman, CNR, Tu salud, You, Man i cap de redacció de Summum), RBA (El Mueble, Cocinas y Baños), Globus Comunicación (Psicología i Casa & Campo), Grup Godó (revistes Què Fem, La revista dels Súpers, cap de redacció de Interiores, i suplement Cultura/s), Critèria-Grup Cultura 03 (cap de redacció de Espacio amigo i editora), Grup Recoletos (editora i redactora a El País-Aguilar), MC Edicions (directora de la revista Estilo Clásico de MC Ediciones). Escriu en La Vanguardia digital el bloc Inspiración Digital, i columnes al diari balear Última Hora. Col·laboradora d'Onda Vasca, La Xarxa, Canal Català, Catalunya Ràdio i a Vespre a la 2 de TVE Catalunya.